# The Village Voice
The Village Voice est un journal hebdomadaire américain de New York, qui comporte des articles d'enquête, des analyses de sujets d'actualité et culturels, ainsi qu'une rubrique sur les arts et les évènements qui ont lieu à New York. Le Village Voice a été fondé le 26 octobre 1955, et affiche une tendance plutôt libérale au sens américain du terme (de gauche). Son principal concurrent est le New York Press, qui l'a contraint à devenir gratuit en 1996. Il cesse de paraître définitivement le 31 août 2018, puis est relancé en janvier 2021,.

## Historique

### Lancement

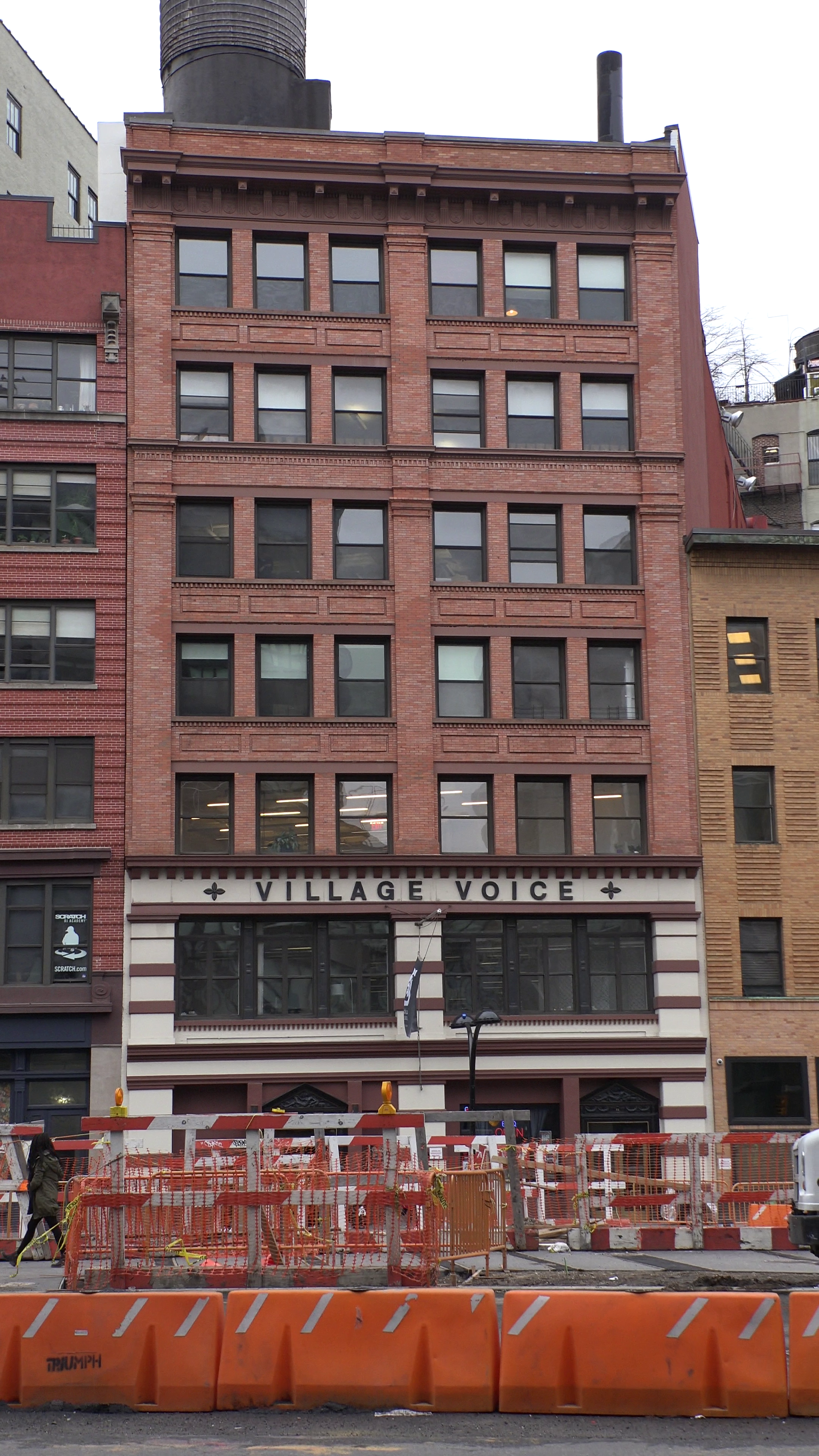
Les anciens bureaux du Voice à Cooper Square.

Le Village Voice a été lancé par Dan Wolf (1915-1996), Ed Fancher et Norman Mailer depuis leur T2 de Greenwich Village, son quartier de diffusion d'origine, avant de gagner d'autres secteurs de la ville dans les années 1960. Les bureaux ont déménagé à cette époque au Sheridan Square, puis au Cooper Square sur Bowery dans l'East Village de 1991 à 2013, avant sa dernière adresse dans le Financial District.
Le premier numéro du journal est tiré à 2 500 exemplaires et vendu 5 cents. En 1966, le journal est tiré à 56 000 exemplaires hebdomadaires. En 1967, suivant le foisonnement culturel de l'époque, le Village Voice devient l'hebdomadaire le plus vendu aux États-Unis avec un tirage allant jusqu'à 250 000 exemplaires. Ses 80 pages sont alors constituées de deux-tiers de publicités, et le journal devient bénéficiaire.
Selon son fondateur Dan Wolf, le journal est lancé en plein maccarthysme, une période propice pour la diffusion d'un papier indépendant et critique. Les journalistes du Voice obtiennent trois prix Pulitzer : Teresa Carpenter en 1981, Jules Feiffer en 1986 et Mark Schoofs en 2000. Le journal publie aussi les enquêtes de Wayne Barrett, les critiques de jazz de Nat Hentoff, les critiques de rock de Richard Goldstein, les critiques féministes littéraires de Jill Johnston, les articles sur la nuit new-yorkaise de Michael Musto, et les critiques de hip hop de Nelson George et Greg Tate. Le journal est aussi apprécié pour son épaisse section de petites annonces immobilières. Le journal est le premier à enquêter sur une mystérieuse maladie qui tue de nombreux hommes homosexuels à New York (le SIDA). Le journal publie des articles sur les droits des homosexuels, les Black Panthers, le mouvement féministe, s'oppose à la guerre du Vietnam et appuie le mouvement des droits civiques.
En 1970, Dan Wolf et Ed Fancher cèdent la contrôle du journal à M. Burden pour 3 millions de dollars. En 1974, The Village Voice fusionne avec le magazine New York. Dan Wolf et Ed Fancher sont alors évincés de la direction.

### Déclin
À partir des années 1990, le journal est confronté à la concurrence de Craigslist et des blogs. Le journal devient gratuit à partir de 1996.
En 2000, le journal est racheté par David Schneiderman et plusieurs fonds d'investissement dont Goldman Sachs.
En 2005, il devient la propriété du groupe New Times Media, un groupe spécialisé dans les tirages hebdomadaires basé à Phoenix. New Times Media gère alors 17 hebdomadaires gratuits dans tout le pays (dont LA Weekly, SF Weekly, Miami New Times, The Dallas Observer). Cette acquisition par un grand groupe de presse remet en question l'indépendance éditoriale du journal. New Times Media se renomme Village Voice Media à la suite de son acquisition du journal historique.
En 2008, Nat Hentoff, éditorialiste du Village Voice depuis 1958, est remercié. Il est alors âgé de 83 ans. En 2010, la presse révèle que le site de petites annonces du journal, Backpage.com, fut utilisé à des fins de prostitution (dont mineurs), et que le journal était probablement conscient de la situation. La même année, l'éditorialiste Foster Kamer formule une blague à l'encontre du mogul des médias Jim Dolan qui retire alors 1 million de dollars de budget publicitaire au Village Voice.
En 2015, The Village Voice est en déclin et affronte de graves difficultés économiques. Il est racheté par Peter Barbey, membre de la famille propriétaire du journal Reading Eagle. En septembre 2017, Barbey annonce l'arrêt de l'édition papier pour passer au tout-numérique.
Le 31 août 2018, il annonce la fin de la parution du Village Voice, et déclare lancer la numérisation de toutes les archives du journal.

### Relance
En décembre 2020, Brian Calle, le propriétaire de Street Media (qui détient LA Weekly de 2012 à 2017), annonce avoir racheté The Village Voice à Peter Barbey et prévoit sa relance pour janvier 2021, (ou avril 2021). Le magazine est relancé dans un premier temps en version numérique, et la relance d'une édition papier trimestrielle est également prévue. Calle annonce aussi son intention de donner les archives numérisées de The Village Voice à une institution publique new-yorkaise d'ici peu,.

## Contributeurs notables
- James Baldwin,
- Lester Bangs,
- Joshua Clover,
- E. E. Cummings,
- Barbara Garson,
- Allen Ginsberg,
- Nat Hentoff,
- Edward Hoagland,
- Lorraine Hansberry
- Henry Miller,
- Eileen Myles,
- Katherine Anne Porter,
- Ezra Pound,
- Tom Stoppard,
- Colson Whitehead,